# Irpavi
Irpavi es un barrio de la zona sur de la ciudad de La Paz (Bolivia). Tiene 7600 habitantes[cita requerida] y 18 calles orientadas en dirección norte-sur; colinda con el barrio de Bolognia y con el río homónimo por el oeste, al este con una serranía

## Accesos
Son tres los puntos de ingreso a la zona por medio de avenidas: Ingreso principal por Calacoto, por medio de un puente sobre el río Achumani, a la altura de la calle 12 de Calacoto. Ingreso por Bolognia por medio de un puente sobre el río Irpavi a la altura de la calle 5 de Irpavi. Ingreso desde Kupini y Callapa por medio de un puente sobre el río Irpavi, a la altura de Irpavi II. En forma adicional, se construirá otro puente sobre el río Achumani, a una cuadra de la entrada principal, a la altura de la calle 13 de Calacoto, que aumentará considerablemente la posibilidad de tránsito de ingreso a la zona de Irpavi y Bolognia.

## Características del Barrio
El barrio tiene 98 manzanos desde la calle 1 a la 18 de este a oeste, además de la iglesia militar castrense de Nuestra Señora de Luján y el complejo Megacenter.
Dentro del área de manzanos esta también el Colegio Rosmary de Barrientos, el Mercado Modelo de Irpavi, la plaza Almirante Grau, la plaza 3 Pasos al Frente, la iglesia San Martín de Porres, la plaza del Adulto Mayor y la plaza Litoral.
Irpavi alberga el cine más grande del país y uno de los más grandes de Sudamérica (MegaCenter), que cuenta con 18 salas. También alberga al Colegio Militar del Ejército de Bolivia (primer instituto de formación de oficiales del país).
También se inauguró en diciembre de 2014 una estación del sistema de transporte por cable Mi Teleférico. Esta estación es una de las estaciones más externas del teleférico más largo del mundo. La construcción será financiada por medio de un crédito interno del Banco Central de Bolivia, que además se usará para la canalización del río Irpavi, y el nuevo puente que dará una segunda salida a la zona de Calacoto Este puente será a la altura de la calle 13 de Calacoto.